# Koreanischer Pfeifhase
Der Koreanische Pfeifhase (Ochotona coreana) ist eine Säugetierart aus der Familie der Pfeifhasen (Ochotonidae) innerhalb der Hasenartigen (Lagomorpha). Ihr Verbreitungsgebiet befindet sich im Bereich des Changbai-Gebirges im Grenzgebiet der Volksrepublik China und Nordkorea.

## Merkmale
Der Koreanische Pfeifhase ist ein mittelgroßer Pfeifhase mit einer Körperlänge von 16 bis 20 Zentimetern bei einem Gewicht von 144 bis 190 Gramm. Die Hinterfußlänge beträgt 27 bis 33 Millimeter. Die Rückenfärbung ist braun, im Bereich des mittleren Rücken gemischt mit schwarzen Haarspitzen. Die Bauchseite ist ockerfarben. Das Winterfell ist dunkler mattbraun mit helleren Haarspitzen, die Bauchseite ist im Winter sandbraun und die Wangen und die Schnauze sind grau. Der Bereich oberhalb der Nackendrüsen ist kastanienbraun. Die Ohren sind gerundet und besitzen eine weiße Randung, sie erreichen eine Länge von 16 bis 20 Millimetern.
Der Schädel ist mittelgroß mit einer Länge von 39 bis 43, einer Breite von 20 bis 23 und einer Höhe von 14 bis 16 Millimetern. Er ist abgestumpft und das Schneidezahnfenster und das Gaumenfenster sind voneinander getrennt.

## Verbreitung
Der Koreanische Pfeifhase lebt im Bereich des Changbai-Gebirges im Grenzgebiet der Volksrepublik China und Nordkorea. Im Nordosten Chinas reicht es nach Jilin hinein.

## Lebensweise
Der Lebensraum des Koreanischen Pfeifhasen besteht vor allem aus Mischwaldzonen oder Beständen der Korea-Kiefer (Pinus koraiensis) sowie steinigen Birkenwaldregionen in Höhen von 700 bis 2500 Metern; er ist ein typischer Bewohner von felsreichen Regionen. Die Tiere sind tagaktiv und ernähren sich von grünen Pflanzenteilen und Samen, vor allem den Samen der Kiefern. Sie sammeln abhängig von der regionalen Begebenheiten Pflanzenteile von bis zu etwa zehn verschiedenen Gräsern und Kräutern und bildet daraus Ballen von etwa 20 bis 1200 Gramm, die sie trocknen lassen. Die Ballen lagern die Tiere in der Regel in Felsspalten. Über die Fortpflanzung der Tiere liegen keine Informationen vor.

## Systematik
Der Koreanische Pfeifhase wird als eigenständige Art den Pfeifhasen (Gattung Ochotona) und der Untergattung Ochotona zugeordnet. Die wissenschaftliche Erstbeschreibung der Art stammt von Joel Asaph Allen und Roy Chapman Andrews aus dem Jahr 1913 als eigenständige Art Ochotona coreana. Er wurde danach lange Zeit als Unterart des Nördlichen Pfeifhasen (Ochotona hyperborea) betrachtet, gemeinsam mit dem Mandschurischen Pfeifhasen (Ochotona mantchurica) aufgrund molekularbiologischer Daten der mitochondrialen DNA von Andrei Alexandrowitsch Lissowski in seiner Revision von 2013 sowie in dessen Aufarbeitung im Handbook of the Mammals of the World von 2016 als eigenständige Art betrachtet.
Neben der Nominatform werden keine weiteren Unterarten unterschieden.

## Gefährdung und Schutz
Die Art wird von der International Union for Conservation of Nature and Natural Resources (IUCN) aktuell aufgrund der unzureichenden Datenlage keiner Gefährdungskategorie zugeordnet, sondern als „data deficient“ eingeordnet. Es liegen keine Daten zu den Beständen der Art vor.

## Belege
1. 1 2 3 4 5 6 7 8  A.A. Lissovsky: Korean Pika - Ochotona coreana. In: Don E. Wilson, T.E. Lacher, Jr., Russell A. Mittermeier (Herausgeber): Handbook of the Mammals of the World: Lagomorphs and Rodents 1. (HMW, Band 6), Lynx Edicions, Barcelona 2016; S. 52. ISBN 978-84-941892-3-4.
2. 1 2  Ochotona coreana in der Roten Liste gefährdeter Arten der IUCN 2017-3. Eingestellt von: Andrew T. Smith, J. Yeong-Seok, 2016. Abgerufen am 5. April 2018.
3. ↑  Don E. Wilson & DeeAnn M. Reeder (Hrsg.): Ochotona (Pika) hyperborea coreana in Mammal Species of the World. A Taxonomic and Geographic Reference (3rd ed).
4. ↑  Andrey A. Lissovsky: Taxonomic revision of pikas Ochotona (Lagomorpha, Mammalia) at the species level. Mammalia 78 (2), 2013; S. 199–216. doi:10.1515/mammalia-2012-0134